# 小行星8855
小行星8855（英語：8855 Miwa）是一颗围绕太阳公转的小行星。1991年5月3日，大友哲、村松修在藤枝市发现了此天体。
这颗小行星的绝对星等为40.01914等。